# Barkudia
Barkudia — рід сцинкоподібних ящірок родини сцинкових (Scincidae). Представники цього роду є ендеміками Індії.

## Види
Рід Barkudia нараховує 2 види:
- Barkudia insularis Annandale, 1917
- Barkudia melanosticta (Schneider, 1801)